# ماینهارد
ماینهارد (به آلمانی: Meinhard) یک شهر در آلمان است که در ورا-مایسنر واقع شده‌است. ماینهارد ۳٬۰۲۲ نفر جمعیت دارد.